# Pere de Cardona i Requesens
Pere de Cardona i Requesens fou Conseller reial i Portantveus de general governador del Principat de Catalunya, de la mateixa manera que el seu pare. Actuà com a Governador entre els anys 1546-1552. Posseí l'antiga Casa d'Alella, o Cal Governador.
Va morir l'any 1593.

## Família
Fill del governador del Principat Pere de Cardona i de Joana de Requesens. Casat el 15 amb Maria d'Erill. Van tenir els següents fills:
- Enric de Cardona i d'Erill, conseller reial, vicegerent del governador general del Principat de Catalunya i governador.
- Mariana de Cardona i d'Erill, es casà amb el seu cosí germà Galceran de Cardona.
- Francesc de Cardona i d'Erill.
- Elisabet de Cardona i d'Erill.